# 河豚笛
河豚笛（ふぐぶえ）とは、山口県下関市で生産される郷土玩具の一種。粘土製の笛で、魚のフグを模って作られる焼き物。黒と白を基調に彩色され、尻尾の部分を吹いて音を出す。吹くとフクロウの鳴き声のような音が出る。サイズは約10センチメートル前後。

## 歴史
製作が開始されたのは昭和初期。ユニークな形状とデザインが注目を集め、1960年のベルギーにおける世界博覧会に出品され、銅賞を受賞した。